# Avantgarde Music
Avantgarde Music est un label indépendant italien fondé en 1994, spécialisé dans les genres black metal et doom metal.

## Histoire
Roberto Mammarella fonde le label Obscure Plasma Records en 1990. Parmi les premiers groupes édités, un split entre son propre groupe Monumentum et Rotting Christ, l'album live de Mayhem Live in Leipzig en mémoire de leur chanteur Dead, décédé en 1991. À l'inverse, le premier album de Monumentum, In Absentia Christi, devait initialement paraître sur le label Deathlike Silence Productions du guitariste de Mayhem Øystein « Euronymous » Aarseth, ; ce dernier est cependant assassiné en août 1993 et n'a pas pu réaliser ces plans.
En 1994, le label est rebaptisé Avantgarde Music. Avec le succès de Thergothon, Ophthalamia, Katatonia et Carpathian Forest, le label s'agrandit rapidement. Sound Cave, une boutique est ouverte en 1995 à Milan. Ce magasin existe toujours. Avantgarde rachète le label Wounded Love Records en 1996.
La sortie du troisième album Climax of Hatred du groupe NSBM Ad Hominem sorti en 2005 crée la surprise,. Certains distributeurs l'ont inclus dans leur assortiment sans le savoir, car ils ne connaissaient pas le groupe et ne s'attendaient pas à ce qu'Avantgarde édite des groupes d'extrême droite. Le fondateur du groupe Kaiser Wodhanaz déclare à ce sujet : « Avantgarde n'interfère pas avec les idées du groupe. Mais il semble évident qu'ils ne signeraient pas AH s'ils avaient des opinions anti-fascistes. En aucun cas ils ne vont essayer de changer AH, au contraire ils m'ont demandé de rester dans le même style brut, parce que c'est ce qu'ils aiment dans AH. Et sois sûr que AH ne changera pas, tant du côté musical que du côté idéologique !!! [...] La seule différence sera que mon truc sera plus large [...] »
Avantgarde Music possède deux sous-labels : Wounded Love Records racheté en 1996, et Flowing Downward, créé en 2018, spécialisé plus spécifiquement dans le black metal atmosphérique.

## Groupes et artistes
Groupes et artistes signés ou ayant autrefois signé au label (2020) :
- Abigor
- Ad Hominem
- Alternative 4
- Ancient Wisdom
- Ashbringer
- Astarte
- Azaghal
- Beatrik
- Behemoth
- Carpathian Forest
- Dark Sanctuary
- Darkspace
- Death SS
- Den Saakaldte
- Diabolical Masquerade
- Dystopia Nå!
- Dødheimsgard
- Dolorian
- Downfall of Nur
- Drought
- Dzö-nga
- Enochian Crescent
- Eternity
- Evoken
- Forgotten Tomb
- Godkiller
- Grey
- Great Cold Emptiness
- Katatonia
- Kauan
- Keep of Kalessin
- Laburinthos
- Lifelover
- Mayhem
- Mesarthim
- Mortuary Drape
- Mysticum
- Necrodeath
- Nehëmah
- Nocternity
- Nocturnal Depression
- Nortt
- Novembers Doom
- Obtained Enslavement
- Opera IX
- Pan.Thy.Monium
- Saor
- Selvans
- Shade Empire
- Shining
- Sojourner
- Solefald
- Sordide
- Taake
- Thergothon
- This Empty Flow
- Throes of Dawn
- Tormentor
- Towards Darkness
- Ulver
- Unholy
- Vials of Wrath
- Windfaerer
- Winds
- Wode
- Wolvencrown
- Wyrd